# Renato Marques
Renato Marques de Oliveira Júnior (Belo Horizonte, 9 dicembre 2003) è un calciatore brasiliano, attaccante dell'América-MG.

## Carriera
Renato Marques si è unito alle giovanili dell'América-MG nel 2019, proveniente dalla Dínamo de Araxá. Ha fatto il suo debutto in prima squadra il 23 marzo 2022, sostituendo Adyson nella sconfitta esterna per 3-1 contro il Tombense nel Campionato Mineiro.
Successivamente è tornato nella squadra under-20 che ha aiutato a raggiungere le finali della Copinha del 2023 con sei reti. Il 3 marzo 2023 ha rinnovato il suo contratto fino alla fine del 2025 ed il 10 maggio seguente ha esordito in Série A sostituendo Everaldo nel pareggio per 2-2 contro il RB Bragantino. Ha realizzato la sua prima rete il 3 giugno contro il Corinthians, incontro vinto per 2-0.

## Statistiche

### Presenze e reti nei club
Statistiche aggiornate al 4 giugno 2023.
| Stagione        | Squadra         | Campionato      | Campionato | Campionato | Coppe nazionali | Coppe nazionali | Coppe nazionali | Coppe continentali | Coppe continentali | Coppe continentali | Altre coppe | Altre coppe | Altre coppe | Totale | Totale | Totale |
| Stagione        | Squadra         | Comp            | Pres       | Reti       | Comp            | Pres            | Reti            | Comp               | Pres               | Reti               | Comp        | Pres        | Reti        | Pres   | Reti   |        |
| --------------- | --------------- | --------------- | ---------- | ---------- | --------------- | --------------- | --------------- | ------------------ | ------------------ | ------------------ | ----------- | ----------- | ----------- | ------ | ------ | ------ |
| 2022            | América-MG      | M1/MG+A         | 2+0        | 0          | CB              | 0               | 0               | CL                 | 0                  | 0                  |             | -           | -           | 2      | 0      |        |
| 2023            | América-MG      | M1/MG+A         | 0+5        | 1          | CB              | 1               | 0               | CS                 | 0                  | 0                  |             | -           | -           | 6      | 1      |        |
| Totale carriera | Totale carriera | Totale carriera | 7          | 1          |                 | 1               | 0               |                    | 0                  | 0                  |             | -           | -           | 8      | 1      |        |